# Idris ibericus
Idris ibericus är en stekelart som beskrevs av Lars Huggert 1979. Idris ibericus ingår i släktet Idris och familjen Scelionidae. Inga underarter finns listade i Catalogue of Life.